# Ken Frost
Ken Frost (nascido em 15 de fevereiro de 1967) é um ciclista dinamarquês que ganhou a medalha de bronze na perseguição por equipe masculina nos Jogos Olímpicos de Verão de 1992.